# Фрідріх-Вільгельм Марінфельд
Фрідріх-Вільгельм Марінфельд (нім. Friedrich-Wilhelm Marienfeld; 1 березня 1920, Ганновер — 26 серпня 1973) — німецький офіцер-підводник, оберлейтенант-цур-зее крігсмаріне.

## Біографія
1 жовтня 1938 року вступив на флот. З травня 1940 року служив на есмінці «Герман Шеманн». В серпні-жовтні 1940 року — командир артилерійського кораблі «Афентура». З жовтня 1940 по березень 1941 року пройшов курс підводника. З 3 травня 1941 року — 2-й вахтовий офіцер на підводному човні U-205. В травні-червні 1942 року пройшов курс командира човна. З 16 червня 1942 по 23 січня 1943 року — командир U-4. В січні-вересні 1943 року — інструктор 1-ї навчальної дивізії підводних човнів. З 22 грудня 1943 по 17 травня 1945 року — командир U-1228, на якому здійснив 3 походи (разом 122 дні в морі). 25 листопада 1944 року потопив канадський корвет HMCS Shawinigan (K136) водотоннажністю 900 тонн; всі 91 члени екіпажу корвета загинули. 

## Звання
- Кандидат в офіцери (1 жовтня 1938)
- Морський кадет (1 липня 1939)
- Фенріх-цур-зее (1 грудня 1939)
- Оберфенріх-цур-зее (1 серпня 1940)
- Лейтенант-цур-зее (1 квітня 1941)
- Оберлейтенант-цур-зее (1 квітня 1943)

## Нагороди
- Залізний хрест 2-го і 1-го класу
- Нагрудний знак підводника